# Murilo Endres
Murilo Endres (ur. 3 maja 1981 w Passo Fundo) – brazylijski siatkarz, grający na pozycji przyjmującego. Obecnie występuje w drużynie SESI São Paulo. Wielokrotny reprezentant Brazylii. Dwukrotny wicemistrz olimpijski 2008 i 2012. Dwukrotny mistrz Świata z 2006 i 2010. Został wybrany najlepszym zawodnikiem tego ostatniego turnieju. W 2010 r. został wybrany najlepszym sportowcem w Brazylii. W lipcu 2016 okazało się, że nie został powołany na Igrzyska Olimpijskie 2016 w jego rodzinnym kraju i ogłosił, że kończy karierę reprezentacyjną.

## Życie prywatne
Młodszy brat innego reprezentanta Brazylii Gustavo. Jego żoną jest znana brazylijska siatkarka Jaqueline. 20 grudnia 2013 roku parze urodził się syn Arthur. Jego bratanek, Eric, również jest siatkarzem.

## Sukcesy klubowe
Mistrzostwo Brazylii:
- 2011
- 2002, 2014, 2015, 2018, 2019
- 2000, 2003, 2013, 2017, 2022[2]

Puchar Top Teams:
- 2007

Puchar Challenge:
- 2008

Klubowe Mistrzostwa Ameryki Południowej:
- 2011

Superpuchar Brazylii:
- 2018

## Sukcesy reprezentacyjne
Mistrzostwa Ameryki Południowej Juniorów:
- 2000

Mistrzostwa Świata Juniorów:
- 2001

Liga Światowa:
- 2004, 2005, 2006, 2007, 2009, 2010
- 2011, 2014

Mistrzostwa Ameryki Południowej:
- 2005, 2007, 2009, 2011

Puchar Ameryki:
- 2005, 2007, 2008

Puchar Wielkich Mistrzów:
- 2005, 2009

Mistrzostwa Świata:
- 2006, 2010
- 2014

Igrzyska Panamerykańskie:
- 2007

Puchar Świata:
- 2007
- 2011

Igrzyska Olimpijskie:
- 2008, 2012

Memoriał Huberta Jerzego Wagnera:
- 2010

## Nagrody indywidualne
- 2009: MVP Mistrzostw Ameryki Południowej
- 2010: MVP turnieju finałowego Ligi Światowej[3].
- 2010: MVP Memoriału Huberta Jerzego Wagnera
- 2010: MVP Mistrzostw Świata
- 2010: Najlepszy sportowiec w Brazylii
- 2011: MVP i najlepszy przyjmujący brazylijskiej Superligi w sezonie 2010/2011
- 2011: Najlepszy przyjmujący fazy interkontynentalnej Ligi Światowej
- 2011: Najlepszy przyjmujący turnieju finałowego Ligi Światowej
- 2011: MVP Klubowych Mistrzostw Ameryki Południowej
- 2012: MVP Igrzysk Olimpijskich w Londynie
- 2013: Najlepszy przyjmujący brazylijskiej Superligi w sezonie 2012/2013
- 2014: Najlepszy przyjmujący Mistrzostw Świata[4]